# 伊福部昭のモチーフによる讃
『伊福部昭のモチーフによる讃』（いふくべあきらのモチーフによるさん）は、作曲家伊福部昭のために1988年に作曲された管弦楽曲集で、9人の弟子たちによる9曲からなる。『伊福部昭・讃 : 9人の弟子達がそれぞれ贈る』、『9人の門弟が贈る＜伊福部昭のモチーフによる「讃」＞』などとも表記される。

## 作曲の経緯
伊福部昭は1987年、勲三等瑞宝章を受章した。これを讃える祝賀演奏会が1988年2月27日にサントリーホールで開催され、伊福部の弟子9人が師を讃える管弦楽曲をそれぞれ作曲し、献呈した。初演プログラムには、9人の作曲家によるそれぞれの曲の解説が掲載されている。

## 構成
9曲のタイトルと作曲者は次の通り。
- ¡Felicidades el maestro! / 原田甫
- 幻の曲 / 石井真木
- Omaggio al maestro Ifukube / 真鍋理一郎
- Metamorfosi rapsodiana = 狂想的変容 / 今井重幸
- Homage to Akira Ifukube / 松村禎三
- Godzilla is dancing = ゴジラは踊る / 三木稔
- ゴジラの主題によせるバラード / 芥川也寸志
- Omaggio a maestro A. Ifukube / 池野成
- Hommage à A.I. / 黛敏郎

## 編成
全曲に共通の編成は、フルート、オーボエ、クラリネット、ファゴット、ホルン2、トランペット、ティンパニ、ピアノ、弦5部。原田作品には2番ピアノが任意で加わり、三木作品にはフルートの代わりにピッコロが、また打楽器に当り鉦が加わる。

## 初演
1988年2月27日、サントリーホール小ホールにて、石井眞木指揮、新星日本交響楽団有志。

## 楽譜
自筆スコアの複製が東京音楽大学付属図書館に所蔵されている。